# Eliseo Orozco
Eliseo Orozco Gutiérrez (* 1902,  Guadalajara, Jalisco, México – †   marzo de 1985, Guadalajara, Jalisco, México) fue un jugador de  fútbol, béisbol, baloncesto y frontón mexicano, socio del Club Deportivo Guadalajara. Al jugar a fútbol generalmente se desempeñaba como defensa y el único club donde jugó fue el Club Deportivo Guadalajara.

## Biografía
Nace en 1902 en la ciudad de  Guadalajara, fue el tercer hijo del matrimonio formado por Pedro Orozco, originario de Tepatitlán, y Salomé Gutiérrez, originaria de Guadalajara. Tuvo 3 hermanos , Salvador, Luis y Guadalupe.

### Club Deportivo Guadalajara
Fue socio del Club Deportivo Guadalajara durante la mayor parte de su vida. Dentro de la institución jugó varios deportes, destacando en fútbol y béisbol, siendo promotor de varias disciplinas dentro de la institución rojiblanca.
Debutó con el primer equipo de fútbol del Guadalajara el 4 de noviembre de 1923 en un juego contra el Club Marte, ocupando la posición de defensa. Con el paso del tiempo y el retiro definitivo de jugadores como Angel Bolumar logró obtener la titularidad. En otras temporadas también ocupó la posición de mediocampista.
Durante esta etapa también practicó con regularidad el béisbol. Fundó el equipo de béisbol "Peregrinos", el cual jugaba con equipos de distintas localidades de México e incluo dio una gira por Estados Unidos. Este equipo estaba compuesto en su mayoría por integrantes del Club Guadalajara, como Fausto Prieto.

### Selección Jalisco
Fue parte de la Selección Jalisco que en 1928 viajó a la Ciudad de México y derrotó al Real Club España.

### Orozco Hermanos
En 1928 funda, junto a su hermano Salvador, la sociedad "Orozco Hermanos" que se encontraba por la calle Pino Suárez #38 de la ciudad de Guadalajara. En esta institución, Eliseo se especializó en el comercio con joyas de oro, mientras que su hermano Salvador se encargó de la platería. La joyería obtuvo cierto renombre dentro de la sociedad de Guadalajara, gracias a la facilidad con la que grababan y dibujaban con los metales.

### Familia
Se casó con Petra Flores y fruto de esta relación nacieron 4 hijos, José Luis, María Cristina, Aida y Graciela.

### Muerte
Eliseo Orozco murió en marzo de 1985. Al momento de su muerte la joyería "Orozco Hermanos" pasó a ser atendida por su hijo José Luis Orozco.